# Задорожный, Филипп Львович
Фили́пп Льво́вич Задоро́жный — матрос Черноморского флота Российской империи, вошедший в историю тем, что, будучи командиром отряда революционных матросов, охранявших членов династии Романовых, оказавшихся в Крыму зимой 1917—1918 годов, фактически спас их от расправы местных советов и неуправляемой уличной толпы.

## Спасение Романовых в Крыму зимой 1917—1918 годов
О Ф. Л. Задорожном известно только в связи с его ролью в спасении членов императорской фамилии в Крыму зимой 1917—1918 годов. Известно, что он был матросом Черноморского флота. В 1916 году служил в Качинском авиационном отряде, организованном Великим князем Александром Михайловичем.
Великая княжна Ксения Александровна вспоминала, что Задорожный, представитель Севастопольского совета, «верзила в матросской форме», появился в имении «Ай-Тодор», где она проживала с мужем Александром Михайловичем, матерью Марией Фёдоровной, детьми и родственниками, за три-четыре недели до Рождества 1917 года и объявил, что он назначен представителем власти во всём районе и что всем Романовым вместе с приближёнными и прислугой из различных имений на Южном берегу Крыма, в которых они проживали, нужно перебраться в одно имение — «Дюльбер», построенное Великим князем Петром Николаевичем, так как его легче всего защищать в силу архитектурных особенностей этого особняка — он был построен в стиле средневекового мавританского замка, с башнями и высокими толстыми стенами по периметру.
Возможно, на отношение Задорожного к пленникам повлияло то, что он лично знал Александра Михайловича Романова по Качинской школе авиации, в которой тот пользовался громадным авторитетом, и, по всей видимости, как и многие моряки Черноморского флота, относился к нему с большим уважением. Впоследствии А. М. Романов написал в своих мемуарах: «Моя семья терялась в догадках по поводу нашего мирного содружества с Задорожным… Великим благом было для нас очутиться под такой стражей. При своих товарищах он обращался с нами жестко, не выдавая истинных чувств…». Более того, Задорожный просил Александра Михайловича помогать ему составлять письменные рапорты в Севастопольский совет о поведении находящихся под арестом великих князей. Вторила Александру Михайловичу и Мария Фёдоровна: «Забота о нас Задорожного и желание его охранить нас от жестокости революции приближают нас, людей, к Богу».
Иного мнения была о нём Великая княгиня Ольга Александровна, которая писала впоследствии: «Это был убийца, но человек обаятельный. Он никогда не смотрел нам в глаза. Позднее он признался, что не мог глядеть в глаза людям, которых ему придётся однажды расстрелять. Правда, со временем он стал более обходительным. И всё же, несмотря на все его добрые намерения, спас нас не Задорожный, а то обстоятельство, что Севастопольский и Ялтинские советы не могли договориться, кто имеет преимущественное право поставить нас к стенке». По всей видимости, дело всё же обстояло иначе: Севастопольский совет, которому подчинялся комиссар Задорожный, не желал принимать в отношении Романовых собственных решений, ожидая указаний от центральных властей. Но они так и не поступили. Задорожный же очень педантично относился к выполнению данного ему поручения по пресечению любых несанкционированных Севастопольским советом действий в отношении Романовых.
Когда на Крым в марте 1918 года началось немецкое наступление, обстановка вокруг Романовых резко обострилась. Представители Ялтинского совета потребовали немедленного их расстрела.
Зубчатые стены дворца оказались очень удобными для устройства пулемётных гнёзд. Сам Великий князь Александр Михайлович стал правой рукой Ф. Л. Задорожного по разработке мероприятий по обороне дворца. Он как профессиональный военный оказал помощь в оборудовании места для пулемётов и рассчитал секторы огня, помог охране наладить работу прожекторов. Неоднократные налёты вооружённых отрядов анархистски настроенных сторонников Ялтинского совета так ни разу и не закончились штурмом. В одну из апрельских ночей 1918 года, когда, по сведениям Задорожного, Ялтинский совет уже выслал к «Дюльберу» штурмовой отряд, он даже распорядился привлечь к обороне способных держать оружие из числа находящихся под арестом. Однако на следующий день под стенами «Дюльбера» появился не советский отряд из Ялты, а оккупировавшие Крым германцы. Пришлось уже Задорожному просить Александра Михайловича брать его и матросов его отряда под покровительство Романовых — когда немецкий офицер сообщил Романовым, что они переходят под охрану германских войск, а большевиков, которые держали их под арестом, он сейчас же распорядится расстрелять, Александр Михайлович, как и все Романовы, вступился за своих охранников и попросил оставить им охрану из русских матросов. Немецкий офицер с трудом поверил в искренность такой просьбы.
Мария Фёдоровна даже заказала скульптору Г. В. Дерюжинскому, который находился вместе с Романовыми под арестом, изготовить гипсовый бюст Ф. Л. Задорожного и во время работы посещала мастерскую скульптора. Дерюжинский описал в своих воспоминаниях Задорожного как человека широкой души, который мог вызвать к себе уважение и даже любовь. По мнению Дерюжинского, Задорожный пришёл в революцию по убеждению и осуждал грабежи и неоправданные убийства, являлся человеком безусловно честным, чистых, наивных и трогательных идей. По своей политической принадлежности он, по словам скульптора, являлся эсером. По окончании изготовления бюста вдовствующая императрица устроила у себя обед в честь Задорожного. Бюст Задорожного скульптору очень удался и даже был выставлен на Ялтинской художественной выставке 1918 года. Судьба бюста неизвестна.
Отряд Задорожного продолжал охранять Романовых до самого их отъезда в эмиграцию. Когда всё же пришла пора расставаться, пленники и охранники трогательно прощались, самые молодые из них плакали.
Подлинные обстоятельства пребывания Романовых под арестом, а также история их спасения от расправы до сих пор до конца не прояснены. Историк Ю. А. Манцуров полагал, что одной из версий, объясняющей такое поведение матроса Ф. Л. Задорожного, может быть то, что тот руководствовался указаниями качинских лётчиков (авторитет Великого князя среди них был огромен), оказавшихся в севастопольском совете. Комиссар авиации Крыма, лётчик Качинской школы В. М. Ремезюк и первый лётчик России М. Н. Ефимов, перешедший на сторону большевиков, но сохранивший хорошие отношения с Александром Михайловичем, вполне могли влиять на Севастопольский совет таким образом, что он даже пошёл на вооружённый конфликт с Ялтинским советом ради сохранения жизни Александру Михайловичу и всем Романовым.
Дальнейшая судьба Задорожного доподлинно не известна. Имеются документально не подтверждённые данные, что Ф. Л. Задорожный вместе с двумя своими сыновьями погиб в Великую Отечественную войну, участвуя в обороне Крыма от немецко-фашистских войск.

## Комментарии
1. ↑  В мирное время полукрепостная архитектура поместья была постоянным предметом шуток со стороны членов императорской семьи. Некоторые из них высказывали предположение, что Пётр Николаевич, вероятно, собирался вести здесь жизнь «Синей Бороды». На что хозяин отвечал, что никогда нельзя знать, что готовит отдалённое будущее. Именно благодаря его предусмотрительности в распоряжении Севастопольского совета оказалась хорошо защищённая крепость (А. М. Романов. Книга воспоминаний).